# Divisiones Regionales de la Región de Murcia 1956-57
Las divisiones regionales de fútbol son las categorías de competición futbolística de más bajo nivel en España, en las que participan deportistas aficionados, no profesionales. En las provincias de Murcia, Albacete y Alicante su administración corre a cargo de la Federación Regional Murciana de Clubes de Fútbol. Inmediatamente por encima de estas categorías estaba la Tercera División española.
En la temporada 1956-1957 las divisiones regionales se dividen en Primera Regional y Segunda Regional.
El campeón de Primera Regional asciende a Tercera División.

## Primera Regional

### Clasificación
|  |     | Equipos de fútbol      | PJ | G  | E | P  | GF | GC | Dif | Pts |
|  | --- | ---------------------- | -- | -- | - | -- | -- | -- | --- | --- |
|  | 1.  | SD Villajoyosa         | 18 | 11 | 2 | 5  | 52 | 38 | +14 | 24  |
|  | 2.  | CD Ilicitano           | 18 | 10 | 3 | 5  | 48 | 30 | +18 | 23  |
|  | 3.  | Guardia de Franco      | 18 | 10 | 0 | 8  | 39 | 40 | -1  | 20  |
|  | 4.  | Rayo Ibense CF         | 18 | 8  | 2 | 8  | 33 | 36 | -3  | 18  |
|  | 5.  | Beniel CF              | 18 | 8  | 1 | 9  | 34 | 55 | -21 | 17  |
|  | 6.  | Maestranza Albacete CF | 18 | 6  | 4 | 8  | 50 | 40 | +10 | 16  |
|  | 7.  | Atlético Lorquino      | 18 | 7  | 2 | 9  | 37 | 46 | -9  | 16  |
|  | 8.  | Isaac Peral CF         | 18 | 7  | 2 | 9  | 35 | 43 | -8  | 16  |
|  | 9.  | CD Molinense           | 18 | 7  | 1 | 10 | 35 | 30 | +5  | 15  |
|  | 10. | Unión Iberia CF        | 18 | 7  | 1 | 10 | 41 | 46 | -5  | 15  |

Pts = Puntos; PJ = Partidos Jugados; G = Partidos Ganados; E = Partidos Empatados; P = Partidos Perdidos; GF = Goles Anotados; GC = Goles Recibidos
|  | Asciende a Tercera División  |
|  | Desciende a Segunda Regional |

## Segunda Regional

### Clasificación Grupo 1
|  |    | Equipos de fútbol      | PJ | G  | E | P | GF | GC | Dif | Pts |
|  | -- | ---------------------- | -- | -- | - | - | -- | -- | --- | --- |
|  | 1. | CD Torre Pacheco       | 14 | 10 | 2 | 2 | 35 | 15 | +20 | 22  |
|  | 2. | CD Bullense            | 14 | 11 | 0 | 3 | 33 | 19 | +14 | 22  |
|  | 3. | CD Abarán              | 14 | 9  | 0 | 5 | 32 | 21 | +11 | 18  |
|  | 4. | Escolar CF             | 13 | 5  | 1 | 7 | 25 | 28 | -3  | 11  |
|  | 5. | Juvenia CF             | 12 | 4  | 2 | 6 | 18 | 31 | -13 | 8   |
|  | 6. | Caravaca CF            | 12 | 2  | 3 | 7 | 18 | 33 | -15 | 7   |
|  | 7. | UD Totanera            | 14 | 3  | 2 | 9 | 32 | 38 | -6  | 4   |
|  | 8. | Deportivo Unionense ED | 13 | 4  | 0 | 9 | 27 | 35 | -8  | 4   |

Pts = Puntos; PJ = Partidos Jugados; G = Partidos Ganados; E = Partidos Empatados; P = Partidos Perdidos; GF = Goles Anotados; GC = Goles Recibidos
|  | Asciende a Primera Regional |

### Clasificación Grupo 2
|  |    | Equipos de fútbol       | PJ | G | E | P | GF | GC | Dif | Pts |
|  | -- | ----------------------- | -- | - | - | - | -- | -- | --- | --- |
|  | 1. | Santiago CF             | 8  | 5 | 1 | 2 | 23 | 6  | +17 | 11  |
|  | 2. | Peña Deportiva Meseguer | 8  | 5 | 1 | 2 | 15 | 14 | +1  | 11  |
|  | 3. | CD Torrevejense         | 8  | 3 | 0 | 5 | 9  | 20 | -11 | 6   |
|  | 4. | CD Español              | 8  | 2 | 1 | 5 | 9  | 15 | -6  | 3   |
|  | 5. | Betis Industrial CF     | 8  | 3 | 1 | 4 | 11 | 12 | -1  | 3   |

Pts = Puntos; PJ = Partidos Jugados; G = Partidos Ganados; E = Partidos Empatados; P = Partidos Perdidos; GF = Goles Anotados; GC = Goles Recibidos
|  | Asciende a Primera Regional |